# Turbowolf
I Turbowolf sono un gruppo musicale hard rock britannico, formatosi a Bristol nel 2008.

## Formazione
- Chris Georgiadis – voce, sintetizzatore
- Andy Ghosh – chitarra
- Lianna Lee Davies – basso
- Blake Davies – batteria

## Discografia

### Album in studio
- 2011 – Turbowolf (Hassle Records)[2]
- 2015 – Two Hands (Spinefarm Records)
- 2018 – The Free Life (SO Recordings)
- 2024 - Quell: The Ever Changing Sorcerer of Past, Present & Future

### EP
- 2012 – Covers EP Vol. 1 (Hassle Records)[2]

### Demo
- 2007 – Avec, Avec! (V2M Production)

### Singoli
- 2008 – Bite Me Like A Dog
- 2011 – A Rose for the Crows
- 2011 – Seven Severed Heads
- 2011 – Read + Write
- 2012 – Let's Die
- 2012 – Bag O' Bones

## Videografia

### Video musicali
- 2011 – A Rose for the Crows
- 2012 – Let's Die